# 하즈 앨리예프
하즈 아재르 오글루 앨리예프(아제르바이잔어: Hacı Azər oğlu Əliyev, 1991년 4월 21일~)는 아제르바이잔의 레슬링 선수이다. 2016년 하계 올림픽에서 자유형 밴텀급 동메달, 2020년 하계 올림픽에서 자유형 라이트급 은메달을 획득했다. 또한 세계 선수권 대회 금메달 3개, 유럽 레슬링 선수권 대회에서 금메달 4개를 획득했다.